# マエタケ大放送
『マエタケ大放送』（マエタケだいほうそう）は、1969年4月5日から9月27日までTBS系列局で放送されていたTBS製作のバラエティ番組である。カラー放送。放送時間は毎週土曜 19:00 - 19:30 （日本標準時）。

## 概要
前田武彦が司会を務めていた子供向け番組で、毎回スタジオに子供たちを招き、彼らが各回のゲストに質問攻めをする模様を放送していた。ジャッキー吉川とブルーコメッツがゲストの回では、彼らが1人の子供から「ブルー・シャトウの替え歌を歌ってください」と言われ、自分たちの持ち歌を替え歌で披露した。